# Исайко, Михаил Анисимович
Михаил Анисимович Исайко (1908—1992) — командир взвода автоматчиков 492-го стрелкового полка 199-й стрелковой Смоленской дивизии 49-й армии 2-го Белорусского фронта, старшина.

## Биография
Родился 23 ноября 1908 года в селе Михайловка ныне Ямпольского района Винницкой области Украины в семье крестьянина. Украинец. Член ВКП(б)/КПСС с 1943 года. Образование начальное. В раннем детстве остался сиротой. В 1920 году окончил начальную школу. В 18 лет уехал в город Орехово-Зуево ныне Московской области, работал на ткацкой фабрике.
В 1930—1934 годах проходил срочную службу в Красной Армии, окончил полковую школу младших командиров. После окончания срока службы оставался на три года на сверхсрочной службе. После демобилизации с 1936 года работал в органах НКВД СССР в городе Горьком (ныне — Нижний Новгород).
В сентябре 1942 года вновь призван в Красную Армию, с октября участвовал в боевых действиях. На Калининском фронте командовал взводом пешей разведки. Участвовал в освобождении Смоленской земли. В августе 1943 года был ранен, после госпиталя вернулся в часть. Отличился в летних боях 1944 года за освобождение Белоруссии.
24 июня 1944 года в бою севернее города Могилёва старшина Исайко заменил выбывшего из строя командира роты и умело руководил подразделением, преследуя противника. Под его командованием рота вышла в деревне Колесище и с ходу под сильным артиллерийским и миномётным огнём на подручных средствах форсировала реку Днепр. Бойцы удержали рубеж до подхода основных сил. В бою за плацдарм ротой было отбито пять контратак. Старшина Исайко в решительную минуту боя противотанковой гранатой подорвал вражеский танк и из автомата уничтожил полсотни фашистов. При прорыве обороны на западном берегу Днепра личным примером храбрости воодушевлял бойцов роты. Преследуя врага, рота 27 июня первой вышла на окраину города Могилёва.
Указом Президиума Верховного Совета СССР от 24 марта 1945 года за образцовое выполнение заданий командования и проявленные мужество и героизм в боях с немецко-фашистскими захватчиками старшине Исайко Михаилу Анисимовичу присвоено звание Героя Советского Союза с вручением ордена Ленина и медали «Золотая Звезда» (№ 5420).
Отважный разведчик освобождал Польшу, форсировал Одер. Десятки раз брал «языка». Стал офицером. Войну закончил в Берлине.
С 1945 года лейтенант М. А. Исайко — в запасе. До 1955 года служил в органах МВД Горьковской области. Жил в Горьком (ныне — Нижний Новгород). Затем работал шофёром по перегону автомашин в спецавтохозяйстве. Избирался депутатом Горьковского городского Совета. Умер 23 декабря 1992 года. Похоронен в Нижнем Новгороде на Старом Автозаводском кладбище.
Был также награждён орденами Красного Знамени (12.04.1945), 2 орденами Отечественной войны 1-й степени (26.11.1944; 06.04.1985), орденом Отечественной войны 2-й степени (14.01.1944), 2 орденами Красной Звезды (30.09.1943; 30.12.1956), медалью «За отвагу» (08.09.1943), другими медалями.